# Bagong-Bayán
Bagong-Bayán
es un barrio rural   del municipio filipino de primera categoría de El Nido perteneciente a la provincia  de Paragua en Mimaro,  Región IV-B.
En 2007 Bagong-Bayán contaba con 1.064 residentes.

## Geografía
El municipio de El Nido se encuentra 238 kilómetros al noreste de Puerto Princesa,  capital provincial. 
Su término ocupa el extremo meridional de isla Paragua. Linda al norte con la  isla de Linapacán y otras  del grupo de las islas Calamianes; al sur con el municipio vecino de Taytay; al este con el Mar de Joló frente a las islas que forman el municipio de Agutaya; y al oeste con el  mar de la China Meridional, conocido localmente como el Mar del Oeste de Filipinas.
Situado en el interior de la isla y al sur del municipio, su término linda al norte con el del barrio de Manlag; al sur y al este con el municipio vecino de Taytay, barrio de Catabán; y al oeste con el barrio de Bebeladán.

### Demografía
El barrio  de Bagong-Bayán contaba  en mayo de 2010 con una población de 1.216 habitantes.

## Historia
Bacuit formaba parte de la provincia española de  Calamianes, una de las de las 35 provincias de la división política del archipiélago Filipino, en la parte llamada de Visayas. Pertenecía a la audiencia territorial  y Capitanía General de Filipinas, y en lo espiritual a la diócesis de Cebú.
Este barrio de Bagong-Bayán fue creado el 21 de junio de 1957, comprendiendo los sitios de Manogtog, Cadleman, Pinagtual, Omao, Nami, Tebey, Bato, Tuñgay, Cataaban y Lomocob.